# Шоломниця звичайна
Шоломниця звичайна (Scutellaria galericulata) — багаторічна трав'яниста, з повзучим кореневищем рослина родини глухокропивові.

## Загальна біоморфологічна характеристика

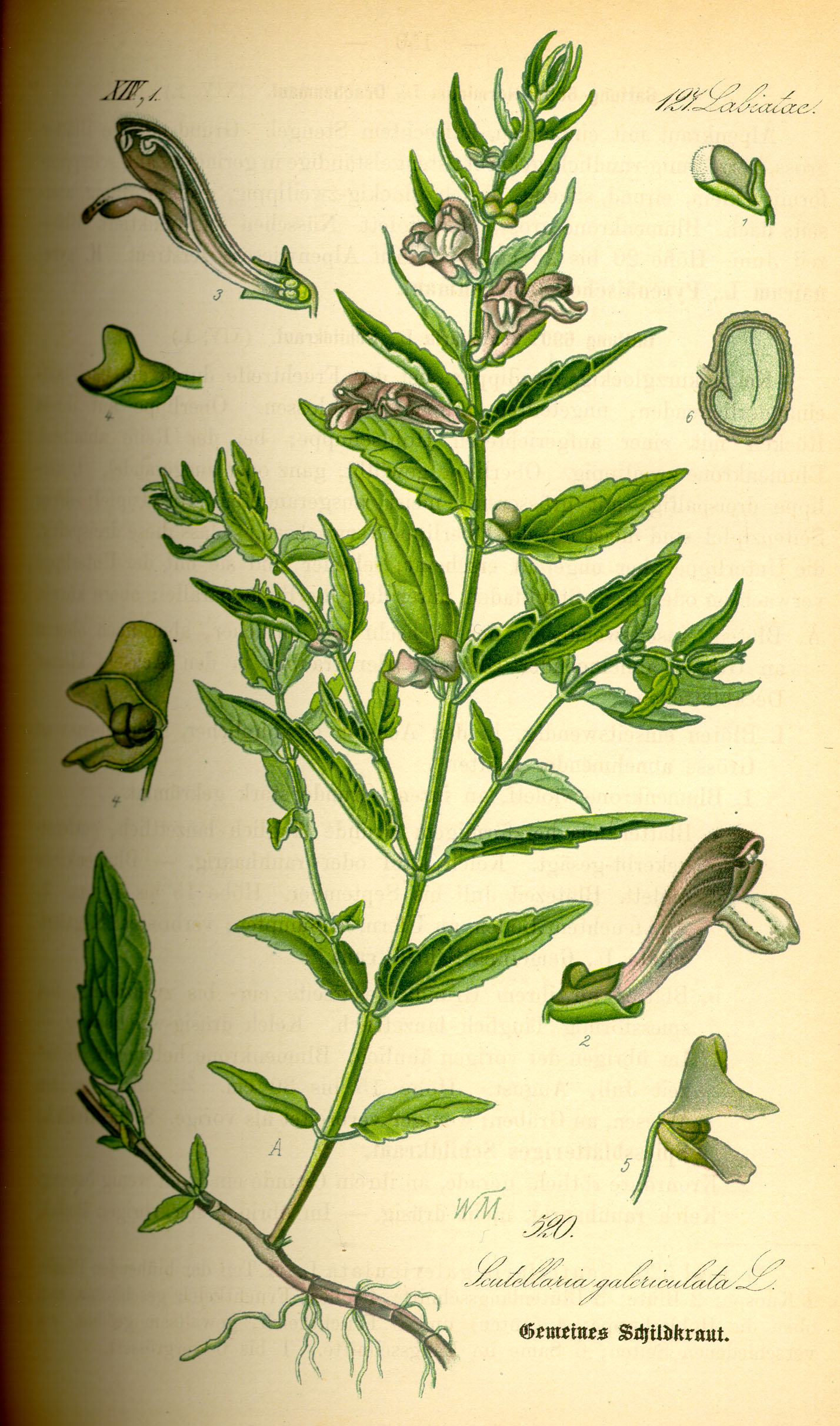

Стебла чотиригранні, висхідні, 10—90 см заввишки, прості або розгалужені, вкриті в нижній частині розсіяними, у верхній — густішими вниз відігнутими короткими волосками. Листки супротивні, коротко-черешкові, яйцювато- або видовжено-ланцетні, з неглибоко-серцеподібною основою і тупувато-загостреною верхівкою, по краю зарубчасто-пилчасті (набагато вище середини, але не до самої верхівки), запушені зверху розсіяними короткими, зісподу — густішими і довшими волосками, приквіткові листки подібні до стеблових, але дрібніші. Квітки двостатеві, неправильні, одиничні, пазушні, повернуті в один бік, у негустому, переривчастому, китицеподібному, невиразно відокремленому від вегетативної частини стебла суцвітті. Чашечка трубчасто-дзвоникоподібна, зовні густо запушена, всередині гола, двогуба; верхня губа при основі з опукло-ввігнутим поперечним придатком у вигляді гребінця. Віночок двогубий, синьо-фіолетовий, з жовтуватою на черевному боці трубочкою і жовтою плямою з синіми плямочками на спідній губі, зовні волосистий; верхня губа коротша за спідню. Плід складається з чотирьох однонасінних горішкоподібних часток. Цвіте з червня до вересня.

## Поширення
Шоломниця звичайна росте на заплавних луках, по берегах річок, болотах, вільшняках по всій території України, крім Криму.

## Заготівля і зберігання
Для медичних потреб заготовляють траву шоломниці (Herba Scutellariae). Сировину збирають під час цвітіння рослини й використовують свіжою або сушать, розкладаючи тонким шаром на папері чи тканині під укриттям на вільному повітрі або в приміщенні, що добре провітрюється. Готову сировину зберігають у добре закритих банках або бляшанках. Рослина неофіціальна.

## Хімічний склад
Хімічний склад потребує дальшого вивчення. Відомо, що всі частини рослини містять глікозид скутеларин.

## Фармакологічні властивості і використання
Шоломниця звичайна виявляє гіпотензивну, седативну, сечогінну, в'яжучу й кровоспинну дію, сприяє розрідженню харкотиння. У народній медицині настій трави шоломниці дають усередину при гіпертонії, водянці, кровотечах (внутрішніх і зовнішніх) та при кашлі з виділенням густих мокрот.